# Денис I Португалски
Денис I Земеделец (на португалски: порт. Dinis de Portugal o Lavrador; 9 октомври 1261, Лисабон – 7 януари 1325, Сантарен) – 6-и крал на Португалия (1279 – 1325) от Бургундската династия. 

## Произход
Син на крал Афонсу III Португалски и неговата съпруга, кастилската принцеса Беатрис дьо Гусман.

## Биография
Афонсу III, неговият баща, често привлича принца Динис като наследник на трона, да раздели с него задълженията при управлението на държавата.
Той предоставя убежище на рицарите Тамплиери, подложени на преследване във Франция, и създава Орден на Христос, призван да продължи традициите на Ордена на Храма.
Доколкото Реконкистата е приключила и Португалия е напълно освободена от владичеството на маврите, Денис управлява като „крал-администратор“, а не като  „крал-воин“.
Португалия е призната за независима държава от всички съседи и Денис подписва през 1297 г. пакт за границите с Фернандо IV Кастилски. През 1325 г. Португалия става напълно равнопоставена с другите кралства от Пиренейския полуостров.
Последните дни от управлението на Денис са помрачени от вътрешни конфликти. В конфликт са двамата му сина: Афонсу, законният наследник, и Афонсу Санчес, негов незаконен син, които често се карат заради оказваното от краля различно внимание.

## Бракове и деца
- От съпругата си принцеса Изабела Арагонска (1270 – 1336), канонизирана за светица, има:
  - Констанса, принцеса на Португалия (1285 – 1313), омъжена за Фернандо IV, крал на Кастилия и Леон
  - Афонсу IV (1291 – 1357), 7-и крал на Португалия (1325 – 1357)

## Творчество и просветителство
Дон Диниш има голям принос за развитието на културата на Португалия. Денис I е един от значимите и плодовити галисийско-португалски поети на Средновекоевието, имащ славата на „крал-поет“ (Rei-Poeta), „крал-трубадур“ (Rei-Trovador). Дон Денис, така както и неговият дядо, кастилският крал Алфонсо X Мъдрия, съчинява кантики. Безспорно е неговото авторство на 137 едногласни песни на галисийско-португалски език, от които 73 кантики за любовта, 51 кантики за приятелството, 10 кантики с насмешки и злословия, и 3 пасторали.

## Анализ на тленните му останки
При реставрация на гробницата през 1938 г. е извършен анализ на останките на Денис. Оказва се, че той не е имал такъв величествен ръст както се описва от авторите, а е бил едва 1,65 см. Имал е червена коса и брада, които очевидно е наследил от гените на своя прадядо Фридрих Барбароса чрез майка си. Също е бил в отлично здраве и на 63 години е запазил почти всичките си зъби, което не е характерно за съвременниците му.